# Canon EOS 40D
30D 50D
Le Canon EOS 40D est un appareil photographique reflex numérique mono-objectif de 10,1 mégapixels fabriqué par Canon et sorti en septembre 2007.

## Description
Il s'agit d'un appareil de milieu de gamme, successeur de l'EOS 30D et prédécesseur du Canon EOS 50D. Son apparence ressemble beaucoup à celle du 30D et ne diffère de ce dernier que par un écran LCD plus grand et la réorganisation de certains boutons.

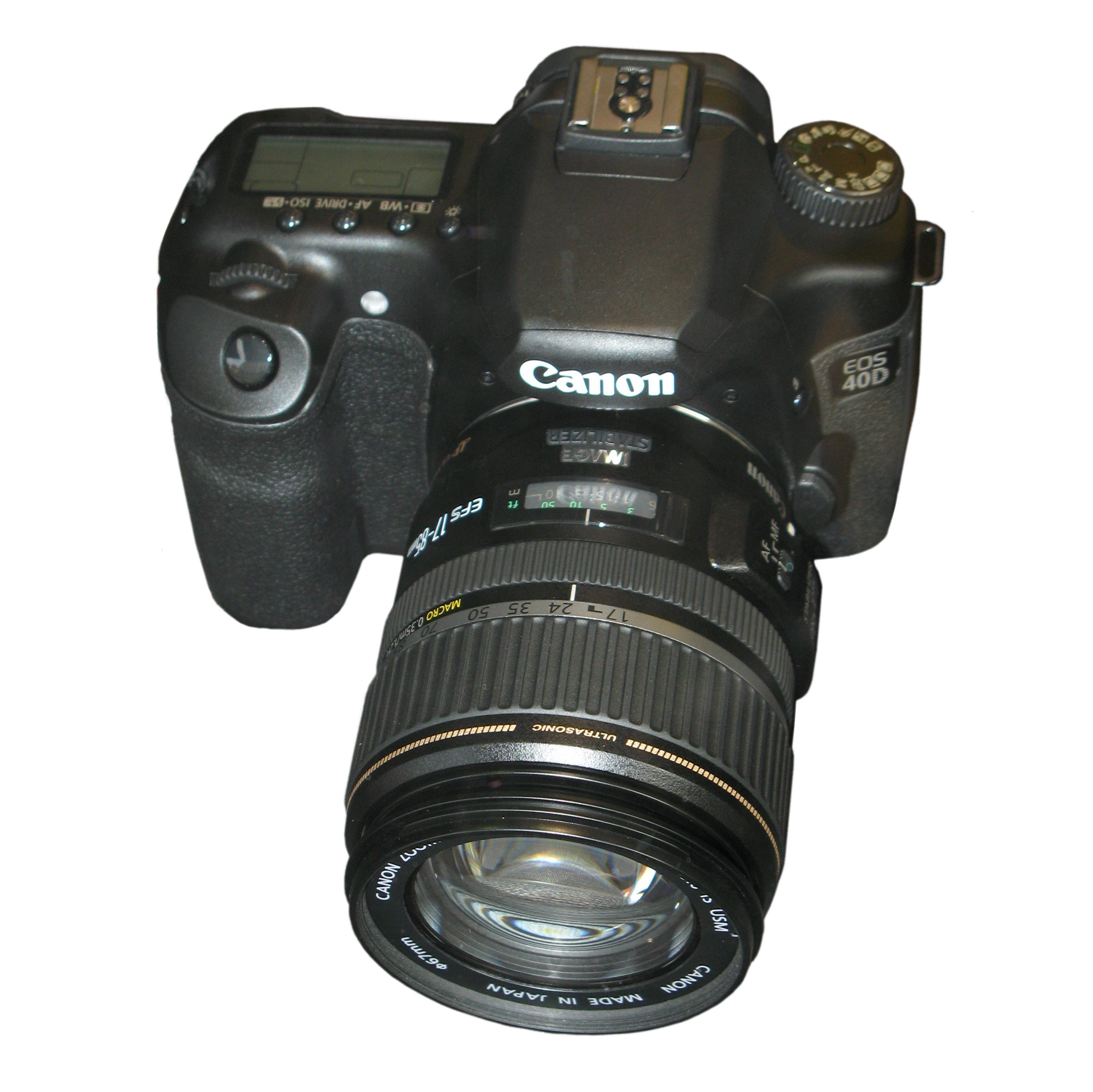
EOS 40D avec l'objectif EF-S 17-85mm F/4-5.6 IS USM

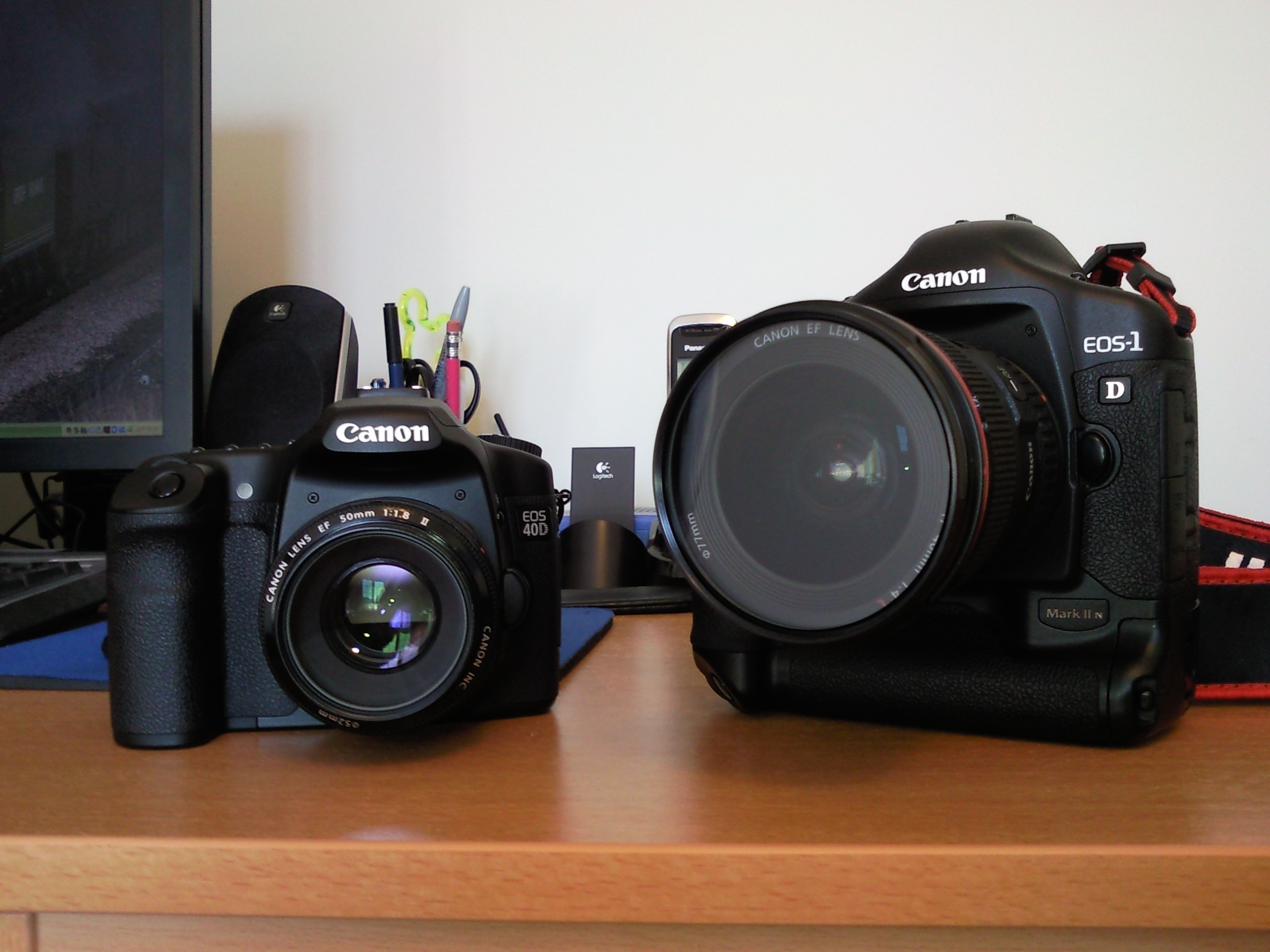
EOS 40D et EOS 1D Mark II N

## Évolutions par rapport au Canon 30D
Techniquement, le Canon 40D apporte de nombreuses nouveautés :
- La définition du capteur passe de 8 à 10 millions de pixels.
- L'écran ACL est plus grand (3 pouces).
- Le viseur bénéficie d'un grossissement plus fort que celui du 30D (0,95) et d'une meilleure couverture 96 %. Il est possible de changer le verre de visée sans passer par un atelier agréé. Trois verres différents sont disponibles : standard, haute précision et avec quadrillage.
- L'autofocus multi-point est maintenant de type croisé (jusqu'à f/5,6). Le point central étant particulièrement sensible jusqu'à f/2,8.
- L'appareil est tropicalisé. Sans être une véritable tropicalisation, les compartiments pour la batterie et la carte mémoire sont maintenant dotés de joints toriques permettant de limiter l'entrée des poussières et de l'humidité.
- Le capteur du 40D dispose maintenant du système anti-poussière du Canon EOS-1D Mark III (reflex numérique haut de gamme de la même marque). Le 30D était dépourvu de système anti-poussière.
- La vitesse du mode rafale a été grandement améliorée (jusqu'à 6,5 images par seconde sur 75 JPEG ou 17 RAW).
- Le traitement des images passe de 12 à 14 bits. Cette profondeur de couleur se retrouve dans les fichiers RAW. Cette caractéristique permet de proposer un mode de débouchage des ombres (priorité hautes lumières). Le poids des fichiers RAW évolue à la hausse du fait de ce codage plus volumineux.
- Un nouveau format de fichier RAW est proposé : le sRaw. Il s'agit d'un fichier RAW réduit à 3 millions de pixels.
- Il est maintenant possible de viser avec l'écran en visée directe au dos de l'appareil (Live View).
- Le nouveau processeur d'images DIGIC III étant plus performant que le précédent (DIGIC II), il permet un traitement des photos au niveau du boîtier plus poussé.
- La valeur de la sensibilité ISO est désormais affichée dans le viseur ; un mode ISO automatique est ajouté.
- Le retardateur propose désormais un retard de 2 secondes en plus du retard de 10 s.
- Le 40D est compatibles avec la poignée « Canon Wireless File Transmitter WFT-E3/E3A », qui permet la transmission de fichiers par Wi-Fi/FTP ou sur un disque USB.

On peut également noter que la griffe du flash n'est plus peinte en noir comme sur tous les précédents reflex de la gamme expert (les boîtiers des gammes inférieures disposaient d'une griffe chromée). En effet, même s'il s'agissait semble-t-il d'un signe distinctif de la gamme supérieure, la peinture de la griffe se dégradait au fur et à mesure que l'on mettait/retirait le flash, rendant l'esthétisme de cette griffe pour le moins douteux. Ne pas peindre cette griffe était une demande des utilisateurs depuis longtemps. Tous les boîtiers EOS sortis après le 40D, toute gamme confondue, disposent d'une griffe non peinte.

## Astuces d'utilisation
La gestion du bruit sur ces appareils est assez bonne et il est possible de pousser l'ISO à 6400 ('pushing'). Pour cela, la photo est prise à ISO 1600 et sous-exposée de deux stops. Un traitement sur un logiciel adapté sur les fichiers RAW (.CR2), pour exposer normalement la photo et un traitement du bruit, permettent d'obtenir une image exploitable.

### Livres
- Vincent Luc, Maîtriser le Canon EOS 40D, VM, 2007, 338 p., broché (ISBN 978-2-212-67294-7 et 2-212-67294-2)

### Articles
- Canon EOS 40D. L'allure d'un pro, les performances d'un expert, dans Chasseur d'Images  (ISSN 0396-8235), no 297, septembre-octobre 2007
- Nikon D300 contre Canon EOS 40D, dans Réponses Photo  (ISSN 1167-864X), no 187S, octobre 2007
- 40D vs Digital Rebel (D300), http://www.lemondedelaphoto.com/Canon-EOS-40D-versus-Nikon-300D,890.html